# British Airways

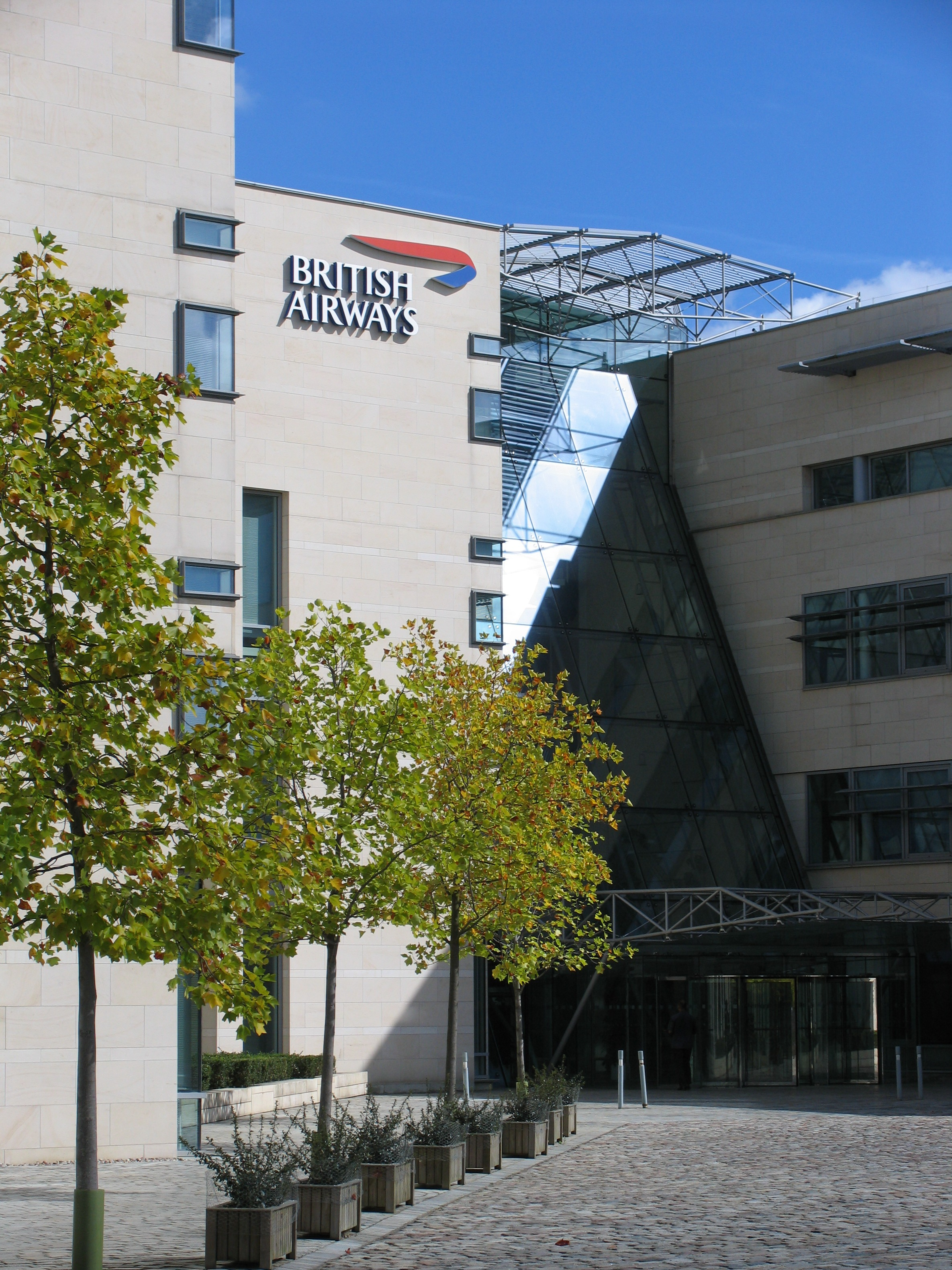
British Airways huvudkontor Waterside.

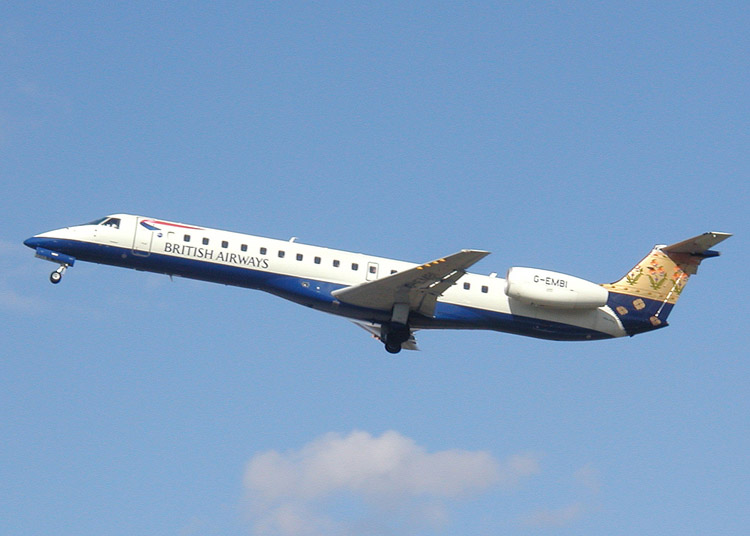
British Airways Embraer ERJ 145.

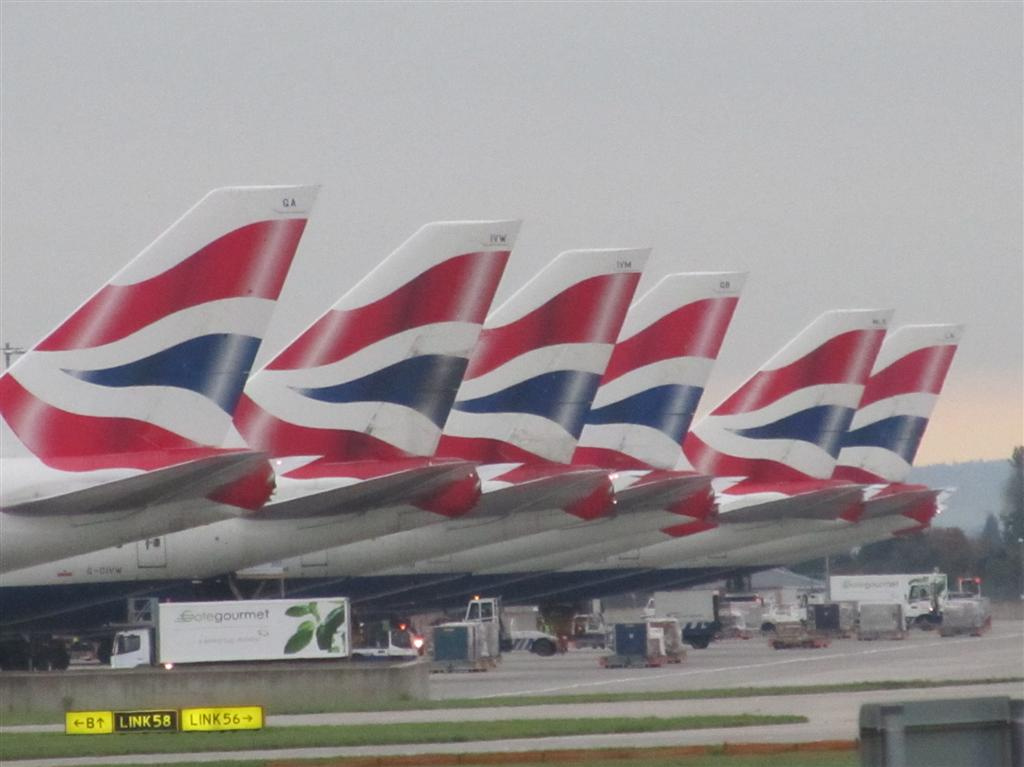
British Airways Boeing 747-400s.

British Airways, BA, är ett brittiskt flygbolag med sitt huvudsäte i London.
British Airways skapades då flygbolagen BOAC och BEA gick samman den 1 september 1972 och är Storbritanniens huvudflygbolag. Bolaget är landets största flygbolag när det gäller flottstorlek, internationella flygningar och internationella destinationer. Det är dessutom ett av Europas största flygaktörer och transporterade flest passagerare efter Lufthansa, Ryanair och Air France-KLM. BA har fler atlantflygningar än något annat bolag och erbjuder bland annat frekventa flyg mellan London och New York. Bolagets flygnav är på flygplatserna London-Heathrows flygplats och Gatwick flygplats.
Bolaget var tillsammans med Air France, Braniff International och Singapore Airlines (delade plan med British Airways) de enda flygbolag som hade flygplanstypen Concorde i sin flotta som i överljudshastighet kunde korsa Atlanten på bara ett par timmar. Den sista flygningen med Concorde gjordes dock i november 2003 då flygplanet skrotades efter att ha blivit olönsam.
British Airways var med och skapade den tredje största (efter Star Alliance och SkyTeam) flygbolagsalliansen Oneworld tillsammans med American Airlines, Cathay Pacific, Qantas och Canadian Airlines (som nu är en del av Air Canada efter ha blivit uppköpta år 2000).

## Incidenter
Några speciellt uppmärksammade incidenter som British Airways har råkat ut för är:
- Den 10 september 1976 i Kroatien, kolliderade en Trident 3B från British Airways i luften med en DC9 från Inex Adria. Alla 63 ombord på BA planet omkom.
- Den 24 juni 1982 råkade British Airways Flight 9 ut för motorstopp på samtliga fyra motorer efter att flugit genom vulkanaska över Indonesien. Motorerna kunde återstartas senare och ingen skadades.
- Den 17 januari 2008 havererade en Boeing 777-236ER strax innan landningsbanan på 	
London-Heathrows flygplats. Planet var på väg till London från Peking då motorerna strax innan landning slutade att fungera. Planet kraschlandade efter att precis ha lyckats undvika en hårt trafikerad motorväg. Ingen avled trots den svåra olyckan. Se även Flight 38.

Läs mer om BA:s övriga incidenter
- Aviation-Saftey.net (på engelska)

## Flotta
Fram till slutet av 1990-talet så hade British Airways mestadels Boeing i sin flotta. Detta uppfattades som inte helt politiskt korrekt eftersom Airbus har många underleverantörer i Storbritannien. British Airways har hävdat att man ändå stödjer brittisk industri då Boeing utrustar sina flygplan med motorer från Rolls-Royce. Nu har bolaget dock även Airbus i sin flotta, som i februari 2021 såg ut på följande sätt:
Säteskonfigurationen anges med första siffran för "First", andra siffran för "Club World" eller "Club Europe", tredje siffran för "World Travller Plus" och fjärde siffran för "World Traveller" eller "Euro Traveller".

## Flight-numrering
Generellt sett är flygningarna numrerade att udda nummer lämnar Storbritannien och jämna nummer angör Storbritannien.
- BA 1-1500, 1502-1503 och  2000-3999 utförs av British Airways.
- BA 1501-1999 utförs av British Airways Connect.
- BA 1-199 är långdistans samt interkontinentala flygningar till/från London-Heathrow.
- BA 200-299 är flygningar mellan London-Heathrow och Amerika (dock ej Kanada, New York-Newark och Seattle)
- BA 300-999 är europeiska flygningar till/från London-Heathrow.
- BA 1000-1999 är inrikesflygningar till/från London-Heathrow.
- BA 2000-2999 är flygningar till/från Gatwick.
- BA4000-8999 används för s.k. code share-flygningar, det vill säga flygningar som utförs av andra bolag inom Oneworld-alliansen men som säljs i British Airways namn.